# Asteriscus daltonii
Espèce
Synonymes
- Asteriscus daltonii subsp. daltonii[1]
- Bubonium daltonii (Webb) Halvorsen[1]
- Nauplius daltonii (Webb) Wiklund[2] [3]
- Odontospermum daltonii Webb.[3]

Statut de conservation UICN

 NT  : Quasi menacé
 (l'UICN prend en compte les deux sous-espèces) 
Asteriscus daltonii est une espèce de plantes à fleurs de la famille des Astéracées endémique du Cap-Vert.

## Liste des sous-espèces
Selon Catalogue of Life (17 janvier 2018) :
- sous-espèce Asteriscus daltonii subsp. daltonii
- sous-espèce Asteriscus daltonii subsp. vogelii - parfois considérée comme une espèce à part entière.

## Répartition
En considérant les deux sous-espèces, Asteriscus daltonii est présente sur les îles de Santo Antão, São Vicente, São Nicolau, Maio, Santiago, Fogo et  Brava.